# St.-Theresien-Gymnasium Schönenberg
Das St.-Theresien-Gymnasium Schönenberg in Ruppichteroth im Bröltal in der Nähe von Bonn ist ein staatlich anerkanntes privates Gymnasium für Mädchen mit angeschlossenem Internat. Es ist das einzige katholisch-traditionalistische Mädchengymnasium in Deutschland und mit der von Erzbischof Marcel Lefebvre gegründeten Priesterbruderschaft St. Pius X. verbunden, die von der römisch-katholischen Kirche nicht anerkannt wird. Schulträger ist der private Don-Bosco-Schulverein in Ruppichteroth, Patronin der Schule ist Thérèse von Lisieux.

## Geschichte
Das St.-Theresien-Gymnasium Schönenberg wurde 1991 gegründet. Gründungsrektorin war Maria Michaela Metz (* 1947), eine Oblatin der Schwestern der Priesterbruderschaft St. Pius X. und Tochter des Kunsthistorikers Peter Metz. Die Schule wurde als weibliches Gegenstück zu dem damaligen Don-Bosco-Jungengymnasiums der Priesterbruderschaft in Diestedde gegründet, das 2007 wegen finanzieller Schwierigkeiten aufgegeben und Ende 2013 verkauft wurde. Die neue Schule erhielt die staatliche Anerkennung als Weltanschauungsschule, deren Ausbildung sich nach den Lehrplänen des Landes Nordrhein-Westfalen richtet und einen der Lehre in öffentlichen Schulen vergleichbaren Unterricht gewährleisten soll. Das Gymnasium darf somit sämtliche staatliche Abschlüsse wie den Ersten (ESA), den Erweiterten Ersten (EESA), den Mittleren Schulabschluss (MSA), den schulischen Teil der Fachhochschulreife (FHR) sowie das Allgemeine Hochschulreife (Abitur) vergeben.
1997 wurde die erste Abiturprüfung durchgeführt. Bis 2021 haben rund 200 Mädchen das Abitur abgelegt. Im Schuljahr 2022/23 besuchen 114 Schülerinnen die Schule, davon leben 85 Mädchen im angeschlossenen Internat. Das Gymnasium hat einen religiösen, sprachlichen und musischen Schwerpunkt, Musik, Theater und Kunst werden besonderes gefördert. Als weitere Fächer werden unter anderem Religion, Biblische Geschichte, Kirchengeschichte und Handarbeiten unterrichtet.
Nach dem Weggang der Gründerin aus Altersgründen liegt die Gesamtleitung von Schule und Internat seit 2020 als Rektorin in der Hand von Maria Johanna Heggenberger, einer traditionalistischen Dominikanerin und Schwester des ehemaligen Distriktoberen der Priesterbruderschaft St. Pius X. für Deutschland, Markus Heggenberger (a. 1997–2006). Sie gehört den altritualistischen Schwestern vom Heiligen Namen Jesu aus Fanjeaux an, einer kirchlich nicht anerkannten Schulschwesterngemeinschaft, die auch die in der Nähe gelegene, 2017 eröffnete Grundschule St. Albert in Bröleck betreibt. Schulleiter des Gymnasiums ist seit 2013 der Berliner Musikwissenschaftler Johannes Laas (* 1972).

## Religionsunterricht

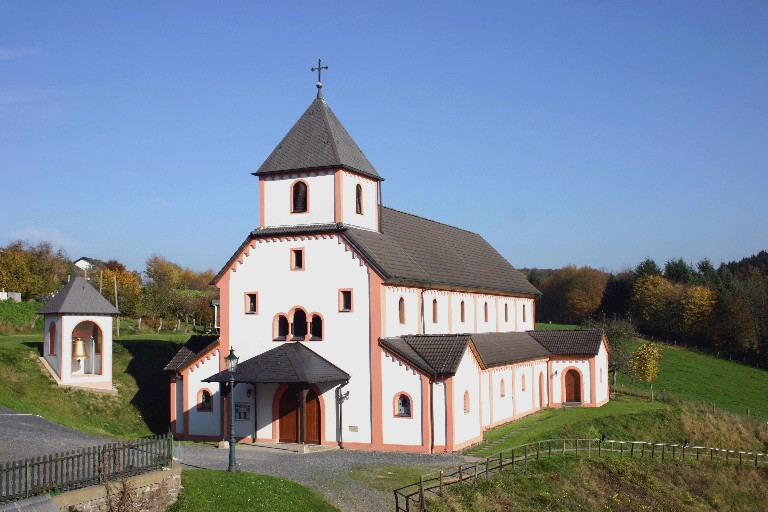
Kirche Maria, Hilfe der Christen des St.-Theresien-Gymnasiums

Eine Besonderheit besteht darin, dass der Religionsunterricht an der Schule unabhängig von staatlichen Lehrplänen erteilt wird, da die Schule aufgrund ihres Status als Weltanschauungsschule keinen bekenntnisgebundenen Religionsunterricht anbieten muss. Stattdessen ist diesem Status gemäß in der Sekundarstufe I durchgehend das Fach Praktische Philosophie als ordentliches Lehrfach verpflichtend und muss als Fach Philosophie in der Sekundarstufe II mindestens zwei Jahre lang belegt werden. Der Religionsunterricht, der weitgehend von Geistlichen der schismatischen Gemeinschaft erteilt wird, kann dagegen allein an den Auffassungen der Piusbruderschaft ausgerichtet werden, ohne inhaltlichen Vorgaben oder Kontrollen durch die römisch-katholische Kirche zu unterliegen. Die Eigendarstellung der Schule betont, dass ihr „Erziehungsziel an der traditionellen katholischen Lehre ausgerichtet ist, wie sie bis zum Zweiten Vatikanischen Konzil (1962–1965) in der ganzen katholischen Kirche maßgeblich war“.
Obwohl der Religionsunterricht am St.-Theresien-Gymnasium kein ordentliches Lehrfach und weder versetzungsrelevant ist noch regulär benotet wird, gilt die Teilnahme daran „als wesentliches Element der Erziehung und Bildung an einer Schule in der Trägerschaft des DBSV“ (Don-Bosco-Schulverein). Wie an allen Schulen der Priesterbruderschaft St. Pius X. ist der Religionsunterricht für die Schülerinnen mit anderen teilweise für verbindlich erklärten religiösen Schulveranstaltungen wie Schulmesse, Angelus, Rosenkranz- und Abendgebet im Rahmen des mit ihren Erziehungsberechtigten geschlossenen Schulvertrags obligatorisch.

## Theresienchor Schönenberg
Durch zahlreiche Auftritte und CD-Veröffentlichungen auch überregional bekannt geworden ist der von Michaela Metz gegründete und lange Jahre erfolgreich geleitete Theresienchor Schönenberg, der Schulchor des St.-Theresien-Gymnasiums. Seine Hauptaufgabe besteht in der Pflege traditioneller polyphoner Kirchenmusik für die lateinische Liturgie. Daneben pflegt der Chor auch weltliches Liedgut sowie das deutsche Volkslied. In Wettbewerben konnte er verschiedene Preise gewinnen, darunter ein Diplom in Silber bei den Cäcilia-Chortagen in Limburg-Lindenholzhausen 2001 und den 3. Platz sowie den Sonderpreis für das deutsche Volkslied in der Kategorie der gleichstimmigen Jugendchöre beim 5. Erwitter Kinder- und Jugendchorwettbewerb 2011.
Die Leitung des Chores hat seit 2013 der Schulleiter Johannes Laas inne. Seither entstanden die CDs Gesänge zu Ehren der heiligen Theresia von Lisieux und andere geistliche Lieder (2016) sowie Die Himmel rühmen. Geistliche Gesänge zum Lobe Gottes und seiner Schöpfung (2019). 2024 gewann der Theresienchor beim Chorwettbewerb "Jugend singt" der Chorjugend NRW in Monheim am Rhein aus dem Stand die Goldmedaille sowie den Sonderpreis "A cappella", verbunden mit der Berechtigung zur Teilnahme am Meisterchorsingen. 
Neben dem Theresienchor existieren am St.-Theresien-Gymnasium noch zwei Scholae zur Pflege des Gregorianischen Chorals, der Chor der Unterstufe, die Schönenberger Spatzen, sowie Auswahlchöre für kleinere Auftritte.

## Kooperation mit traditionalistischen Jugendorganisationen
Die Schule kooperierte zeitweilig mit der rechtsgerichteten Katholischen Pfadfinderschaft Europas (KPE). Ab 1997 entstand am Theresiengymnasium eine eigene, inzwischen von der KPE unabhängige Pfadfinderinnengruppe mit der Bezeichnung Katholische Pfadfinderschaft Jeanne D’Arc (KPJ), die anschließend auch an anderen Standorten der Piusbruderschaft Gruppen aufbaute. Außerdem besteht an der Schule eine Gruppe der Katholischen Jugendbewegung (KJB), der Jugendorganisation der Piusbruderschaft.

## Öffentliche Darstellung und Wahrnehmung

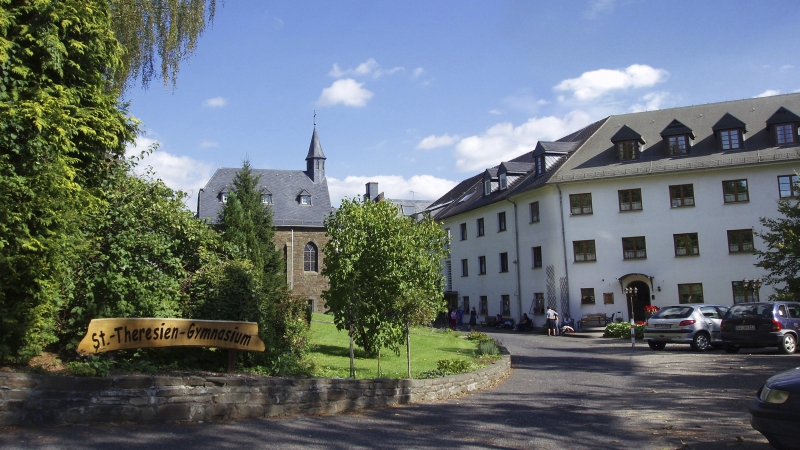
Blick auf die St.-Vinzenz-Kapelle und das Internatsgebäude

Die Priesterbruderschaft wirbt mit dem Hinweis auf kleine Klassengrößen, eine familiäre Atmosphäre, die moderne Ausstattung und gute Abschlussnoten der Abiturientinnen für ihre Internatsschule. Der Betreuungsbeitrag beträgt in der Sekundarstufe I (bis Klasse 10) monatlich 650 €, danach 970 €, in der Oberstufe kann BAFöG beantragt werden. Externe zahlen für die Betreuung monatlich 270 € (Stand: 2022). Nach Aussage des Schulleiters sind die Lernbedingungen an dem Gymnasium so ausgerichtet, „dass auch Schülerinnen ohne eindeutige gymnasiale Empfehlung gute Chancen haben, das Abitur zu erreichen“.
Als maßgeblichen Leitfaden für seine Pädagogik nennt das St.-Theresien-Gymnasium die Enzyklika Divini illius magistri über die christliche Erziehung der Jugend von Papst Pius XI. aus dem Jahr 1929. Das zweite maßgebliche Leitbild sei die „Achtung der Autorität“. Die Lehrer und Geistlichen an der Schule betrachten sich wie auch die Eltern der Mädchen als „Stellvertreter Gottes“ gegenüber den Schülerinnen und verlangen von ihnen, als solche anerkannt zu werden.
Nachdem die Piusbruderschaft Anfang 2009 im Zuge der Aufhebung der Exkommunikation der vier leitenden Bischöfe der Bruderschaft durch Papst Benedikt XVI. und die gleichzeitig bekannt gewordenen Aussagen des von dieser Aufhebung begünstigten Holocaustleugners Richard Williamson in den Fokus des öffentlichen Interesses geraten war, überprüfte das nordrhein-westfälische Schulministerium die Schule erstmals seit ihrer Zulassung genauer. Dabei seien keine Auffälligkeiten festgestellt worden, die nicht durch die im nordrhein-westfälischen Schulrecht vorgesehene Sonderstellung der Ersatzschulen abgedeckt sind. Das Erzbistum Köln bestätigte auf Anfrage, dass die religiöse Erziehung an der Schule nicht den heutigen Grundsätzen der römisch-katholischen Kirche entspricht. Daran habe sich durch die Aufhebung der Exkommunikation der Bruderschaftsleitung auch nichts geändert. Dessen ungeachtet betont die Priesterbruderschaft St. Pius X. eine Kontinuität in der weltanschaulichen Ausrichtung seiner Schulzweigs.

## Persönlichkeiten
Die folgenden Personen stehen mit der Schule in Verbindung:
- Reinhard Zecher (geb. 1948), Philosoph, unterrichtete Chemie und Philosophie am St.-Theresien-Gymnasium
- Anja-Nina Bahrmann (geb. 1980), deutsche Opern-, Operetten-, Lied- und Konzertsängerin, ehemalige Schülerin des St.-Theresien-Gymnasiums
- Emily Intsiful (geb. 1991), Sängerin, ehemalige Schülerin des St.-Theresien-Gymnasiums